# Retablo mayor (Iglesia de Nuestra Señora del Castillo de Fuente Obejuna)
El retablo mayor de la iglesia de Nuestra Señora del Castillo de Fuente Obejuna es una obra de estilo plateresco realizada en madera dorada y policromada y ubicada en la capilla mayor de dicho templo, que se halla en la localidad de Fuente Obejuna, provincia de Córdoba (España). 

## Cronología
Aunque se desconoce la fecha exacta en que fue realizado, algunos autores aseguran que podría haber sido tallado en algún momento comprendido entre los años 1523 y 1537, ya que en una de las claves de la bóveda de la capilla mayor que lo cobija está colocado el escudo de armas de fray Juan Álvarez de Toledo, que fue obispo de Córdoba en esos años y que posteriormente llegaría a ser cardenal.

## Descripción

### Estilo e imaginería
Está realizado en madera dorada y policromada y Rivera Mateos señaló que es un destacado ejemplar del estilo plateresco en la provincia de Córdoba, que tiene numerosas similitudes con algunos retablos de las escuelas de los célebres escultores Damián Forment y Pedro Berruguete, y que es una obra de composición «plana» y sin partes sobresalientes y de «poca movilidad», ya que según otros autores su esquema fue diseñado para adaptarse a las particularidades del muro de la capilla mayor, que tiene forma rectangular.

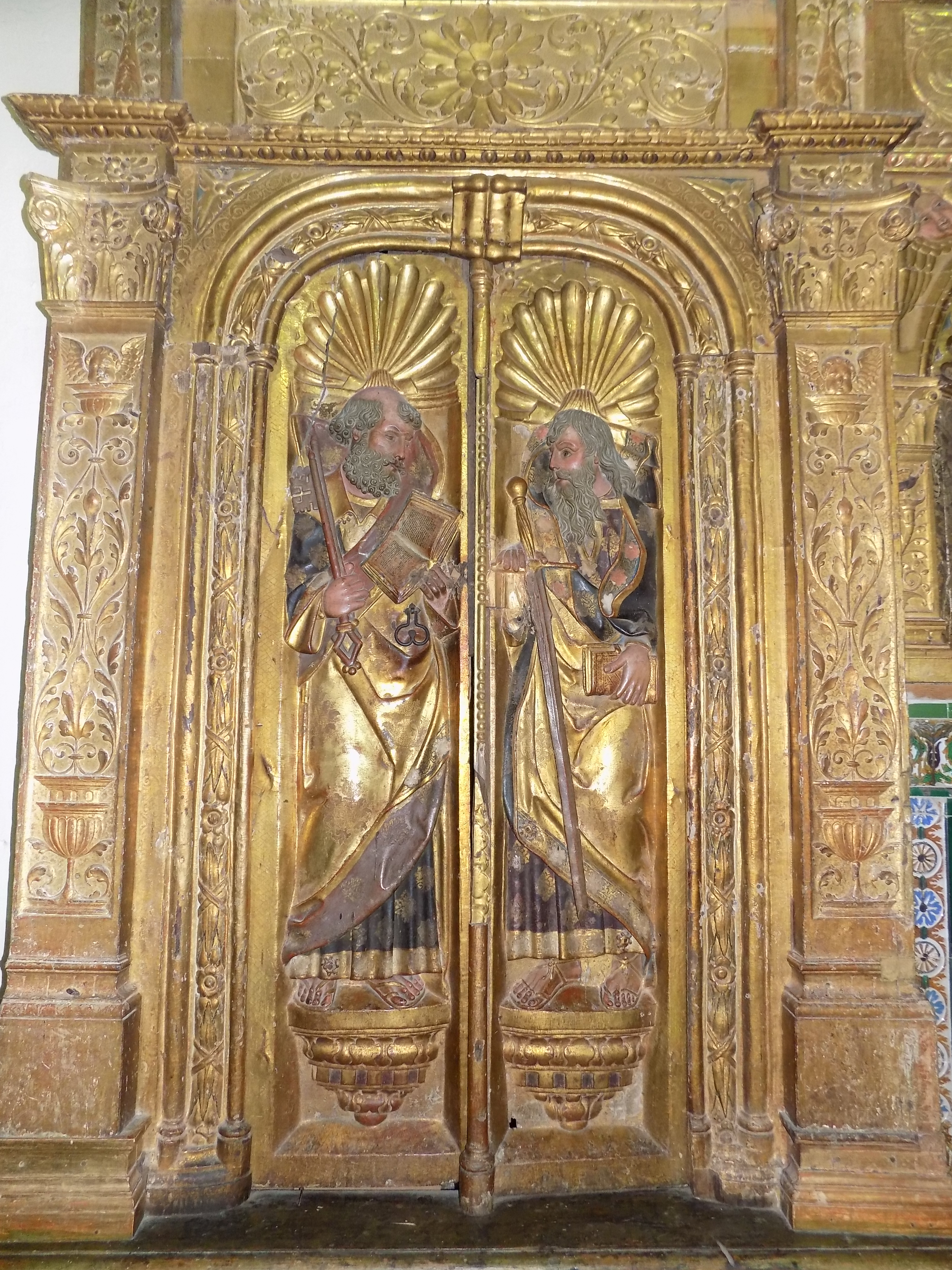
Relieves de San Pedro y San Pablo en el retablo mayor.

El retablo consta de cuatro cuerpos que se subdividen en cinco calles, aunque la central y las dos de los extremos son ligeramente más anchas que las restantes, separadas con pilastras coronadas por capiteles corintios y adornadas a semejanza de «brocados florísticos».
En el retablo, que está decorado en estilo a candelieri, hay dieciocho hornacinas cuadradas y típicamente platerescas rematadas por veneras, que fueron ya empleadas por otros escultores como Damián Forment, aunque en ellas también aparecen cabezas aladas y rosetas en sus enjutas. Los fondos de las hornacinas están dorados y decorados a imitación de algunos tejidos, y los frisos y el fondo de las hornacinas también están decorados a candelieri.
En los dos extremos del cuerpo inferior del retablo hay dos puertas doradas y policromadas a semejanza del resto en las que están talladas unos relieves con las imágenes de San Pedro y San Pablo, en el lado del Evangelio, y de la Virgen María y de San Juan en el de la Epístola, aunque conviene señalar que estos últimos son obra del siglo XX, ya que fueron tallados durante una restauración en 1956 llevada a cabo en los talleres Granda de Madrid. Los cuatro relieves mencionados anteriormente tienen una forma muy alargada que en opinión de Rivera Mateos era muy frecuente en la época en que fueron tallados, ya que con ella se pretendía dar respuesta a un «deseo de expresividad espiritual», aunque otros autores, como George Weise, aseguran que esas formas alargadas no solo intentaban dar respuesta a «causas externas», como podrían ser la melancolía gótica o la nostalgia por el «impulso ascensional» presente en dicho estilo, o a imitación de modelos florentinos, sino al resurgimiento en el siglo XVI de las doctrinas platónicas que reconocían la soberanía de la belleza espiritual.
Todo lo anterior está relacionado con las semejanzas entre las proporciones y el tratamiento dado a los ropajes y a los cabellos de los personajes en este retablo y en otras obras de esa época, como los relieves que en 1516 tallaron varios escultores para la capilla de San Acisclo y Santa Victoria de la Mezquita-catedral de Córdoba.
La puerta en la que se hallan los relieves de San Pedro y San Pablo mencionados anteriormente permite el acceso a un espacio que en siglos pasados albergó un sagrario, por lo que algunos autores, para justificar la falta de esculturas o relieves en el centro de la parte inferior del mismo, argumentan que tal vez esa ausencia obedezca al ordenamiento promulgado en 1586 por Rodrigo de Castro, arzobispo de Sevilla, en el que dicho prelado dispuso lo siguiente:

En todas las iglesias de nuestro arzobispado, se haga una custodia en medio de dicho Altar Mayor a donde se pase el Santísimo Sacramento; y en los sagrarios donde hasta aquí se solía guardar, se pongan los Santos Óleos, Crisma y reliquias, si las hubiere y el libro manual de sacramentos, y los demás libros pertenecientes al ministerio del cura.

En la mayoría de las hornacinas del retablo hay relieves, pero otras albergan esculturas exentas de una calidad muy inferior a la de aquellos, ya que muestran, en palabras de Rivera Mateos, un relativo «desorden y achaparramiento», no tienen un tamaño proporcional con respecto a las hornacinas que las acogen, e incluso parecen ser de finales de la Edad Media y no del Renacimiento, por lo que la mayoría de los historiadores, como Rafael Ramírez de Arellano y Juan Miguel Larios Larios, coincidieron en que tal vez formaran parte de un retablo desaparecido en la actualidad aunque no demasiado anterior a este.

### Escenas

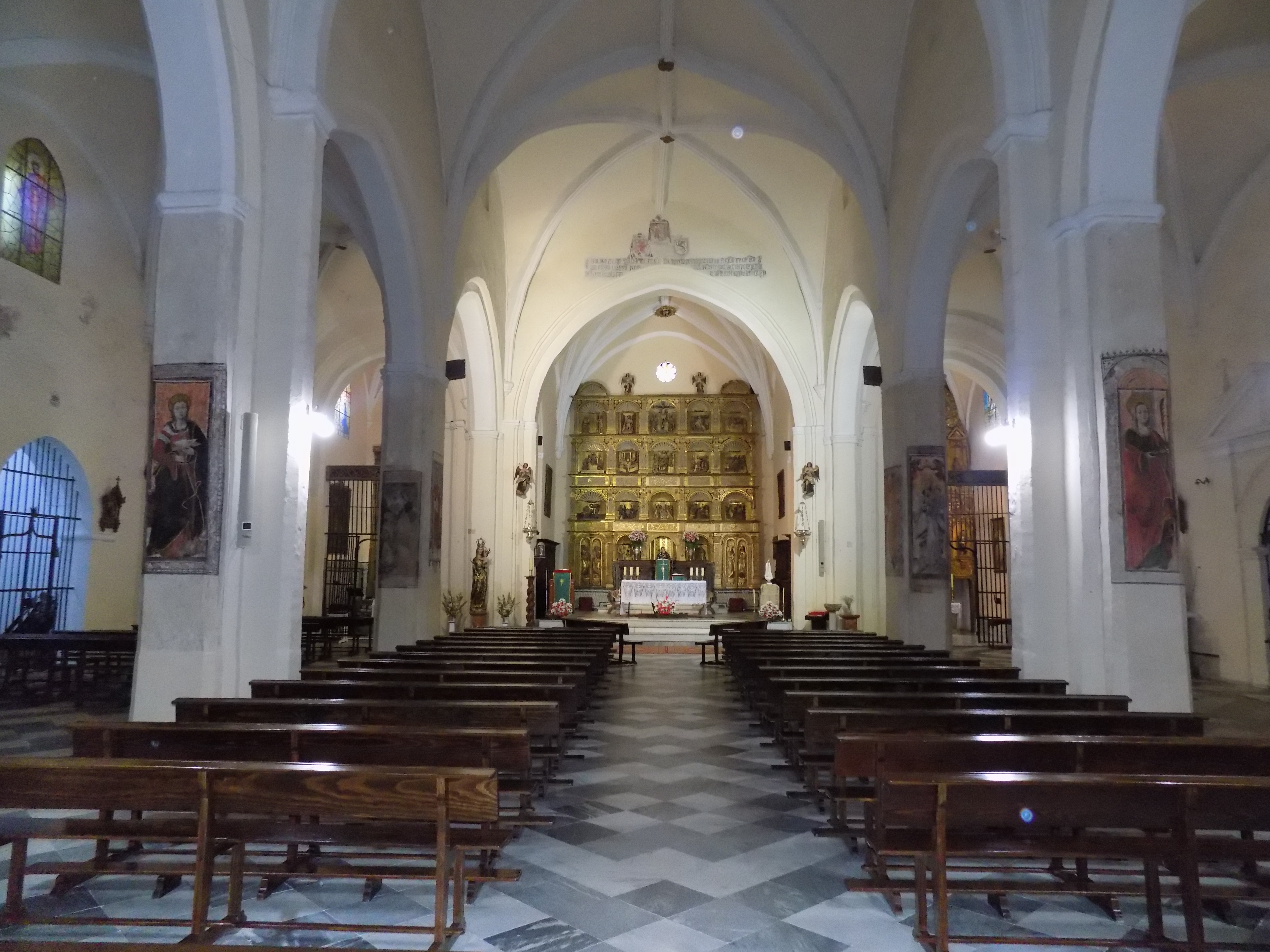
Vista general de la iglesia de Nuestra Señora del Castillo de Fuente Obejuna.

En el retablo aparecen representados los acontecimientos más destacados de la vida de Cristo y sobre todo aquellos relativos a su infancia y a su pasión y muerte, según fueron narrados en los evangelios canónicos y apócrifos, en La Leyenda Dorada de Santiago de la Vorágine, y en otras compilaciones de vidas de santos, aunque no están ordenados cronológicamente. Y Rivera Mateos ya advirtió que si se empezara a contemplar el retablo desde el lado del Evangelio al de la Epístola y desde el cuerpo superior al inferior, como tal vez estuvieran ordenadas en un principio, las escenas serían las siguientes:
- 1. Anunciación de María. Está inspirada en el Evangelio de San Lucas, en el Protoevangelio de Santiago y en el Evangelio armenio de la infancia, y en el relieve, que muestra el interior de la casa de la Virgen María en Nazaret, esta aparece meditando, como era frecuente en la iconografía occidental al representar esta escena, las palabras del profeta Isaías.[10] Y una cama situada al fondo del relieve proporciona a la escena, como señalaron algunos autores, un ambiente íntimo y familiar, y a los pies de la Virgen aparece de rodillas el ángel mensajero enviado por Dios portando un «bastón de embajador» con una cartela o banderola en la que pueden leerse las palabras iniciales del saludo del ángel a la Virgen.[10]
- 2. Visitación de la Virgen a su prima Santa Isabel. Se basa en lo relatado en el Evangelio de San Lucas, y según algunos autores el único símbolo que permite conocer que se está haciendo referencia a la casa del sacerdote Zacarías, esposo de Santa Isabel, es la puerta que aparece en el relieve.[10] Y algunos autores destacaron que esta visita de la Virgen a la madre de Juan el Bautista, cuyas figuras destacan por su «gravidez», es un acontecimiento de escasa importancia en la vida de Cristo, pero otros en cambio le conceden más valor si se tiene en cuenta, por ejemplo, la revelación que tuvo Santa Matilde de Magdebourt, ya que según la interpretación de esta última la casa de Santa Isabel fue el primer lugar sobre la Tierra visitado por Cristo y de ahí su importancia.[10]
- 3. Circuncisión de Jesús. Al igual que la anterior, está inspirada en el Evangelio de San Lucas, pero diversos historiadores han advertido que al desarrollarse la escena en el interior del Templo de Jerusalén se cometió un grave error histórico, aunque extremadamente frecuente en el arte, ya que la ceremonia de la circuncisión se llevaba a cabo entre los judíos en la casa del recién nacido y ocho días después del alumbramiento y no en el Templo.[10] Y, como contraste, el escultor justificó la presencia de la Virgen María en el Templo antes de haber sido purificada «adornando su manto con flores de lis», que según Beda el Venerable representan su «triple virginidad».[11]
- 4. Huida a Egipto. Se inspira en el Evangelio de San Mateo y en el Evangelio del pseudo-Mateo, ya que en este relieve del retablo mayor de la iglesia de Nuestra Señora del Castillo de Fuente Obejuna aparece, junto a los tres individuos citados por San Mateo, un ángel inclinando una palmera para que San José pudiera alcanzarlos,[12] siendo dicho milagro únicamente narrado en los capítulos XX y XXI del Evangelio del pseudo-Mateo.[12]
- 5. Jesús entre los doctores. Está basado en el Evangelio de San Lucas y en el Evangelio apócrifo de Tomás, y Cristo aparece en el centro del relieve junto a una cátedra, mientras que los ocho doctores judíos, que están divididos en dos grupos de cuatro, se hallan a ambos lados del eje simétrico del relieve, en el que se halla el Niño Jesús.[12]
- 6. Oración en Getsemaní. Se basa en tres de los Evangelios sinópticos, los de San Marcos, San Lucas y San Mateo, y Cristo, que aparece junto a los apóstoles Pedro, Santiago y Juan, aparece a su vez suplicando a Dios Padre que aleje de él un cáliz, que representa su pasión y muerte, que un ángel le ofrece.[12]
- 7. Jesús ante Caifás. Se basa en los mismos evangelios que el anterior, y Cristo aparece atado con una cuerda y siendo arrastrado por los soldados y guardias del Sanedrín para conducirlo ante la presencia del sumo sacerdote Caifás, que es representado rompiendo sus vestiduras tras haber oído proclamar a Cristo que era el hijo de Dios.[13]
- 8. Jesús atado a la columna. Está inspirado en los cuatro Evangelios sinópticos, y el escultor combinó dos pasajes de la vida de Cristo en este relieve, ya que junto al Señor, que está atado a la columna y sufriendo la flagelación, se halla el apóstol San Pedro de rodillas implorando su perdón por haberle negado tres veces, y diversos autores señalan que hay una destacada falta de proporción entre las figuras de uno y otro personaje.[14]Altar mayor y presbiterio de la iglesia de Nuestra Señora del Castillo.

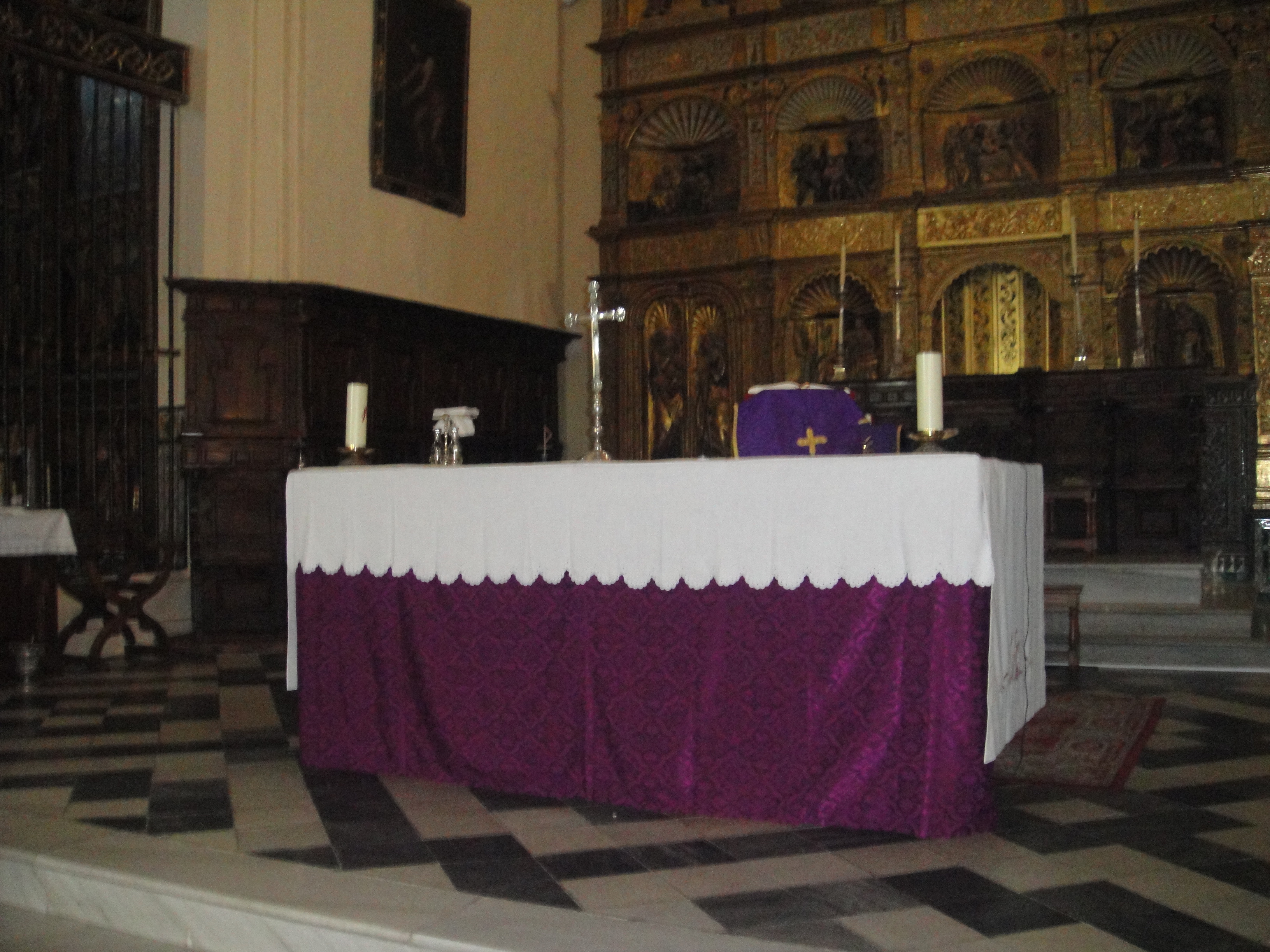
Altar mayor y presbiterio de la iglesia de Nuestra Señora del Castillo.

- 9. Coronación de espinas. Se basa en los Evangelios de San Marcos, San Mateo y San Juan y en las Revelaciones místicas de Santa Brígida de Suecia, y muestra a Cristo sentado y vestido ya con el manto purpúreo y en el eje simétrico del relieve.[14] Y junto a Cristo hay dos sayones o verdugos, cuya bestialidad se ha subrayado mediante la técnica de exagerar notablemente su tamaño con respecto a la figura del Salvador, que valiéndose de unos bastones intentan colocar una corona de espinas sobre su cabeza y hacérsela llegar hasta los ojos, ya que así fue consignado por Santa Brígida en una de sus Revelaciones.[14]
- 10. Ecce Homo. Su única fuente de inspiración es el Evangelio de San Juan, y este relieve muestra a Cristo sentado y vestido con un manto purpúreo, al igual que el anterior, pero coronado ya de espinas y siendo mostrado al pueblo judío con las manos atadas.[14]
- 11. Jesús llevando la cruz. Los autores del Catálogo artístico y monumental de la provincia de Córdoba se contradijeron al describir este relieve, ya que por una parte afirmaron que se inspira en los cuatro Evangelios sinópticos, pero al mismo tiempo indicaron que solo se basa en los Evangelios de San Marcos, San Mateo y San Lucas, ya que en ellos se menciona, al contrario que en el de San Juan, que un individuo llamado Simón de Cirene ayudó a Cristo a llevar su cruz hasta el Monte Calvario, donde fue crucificado.[15]
- 12. Cristo en la cruz. La Virgen María y el apóstol San Juan se hallan junto a la cruz donde está clavado Jesús, y a los pies del madero hay una calavera que según una antigua leyenda sería la de Adán, el primer hombre creado por Dios, ya que hay un relato que afirma que cuando Cristo murió la cabeza de dicho individuo emergió de las entrañas de la tierra.[16] Y todo ello está relacionado con el versículo 52 del capítulo XXVII del Evangelio de San Mateo, donde se consignó que tras la muerte de Jesús numerosos santos resucitaron.[16]
- 13. La Piedad. En el centro del relieve aparece la Virgen María sosteniendo el cuerpo inerte de Cristo y siendo acompañada por María Magdalena y por San Juan.[16]
- 14. Amortajamiento y entierro de Cristo. Está inspirada en los cuatro Evangelios sinópticos, y en el primer plano están representados José de Arimatea y Nicodemo envolviendo el cuerpo de Cristo muerto en un sudario. Y por detrás de ellos y en un segundo plano se encuentran la Virgen María, San Juan y María Magdalena.[16]
- 15. Resurrección de Cristo. En los cuatro Evangelios sinópticos solo se mencionó que tres días después de la crucifixión de Cristo las Santas Mujeres hallaron vacío su sepulcro, siendo San Efrén de Siria quien por primera vez describió minuciosamente el milagro de la Resurrección, que en este relieve del retablo mayor ha sido escenificado en el instante en que Cristo, que aún tiene los pies sobre el sepulcro, salió del mismo.[17] Y en el borde del sepulcro hay una inscripción en latín que afirma: «Resurrexit non est hic», que traducido al castellano viene a decir, «No está aquí, ha resucitado», aunque algunos autores afirman que debe ser interpretada en el sentido de que se pretendía indicar que el cuerpo que está saliendo del sepulcro no es simplemente la visión de un fantasma, sino el «cuerpo resucitado y glorioso de Cristo».[18]
- 16. Quebrantamiento del Limbo de los justos. En este relieve Cristo, tras haber resucitado, aparece rescatando del Limbo de los justos, que está representado por la mandíbula abierta de un dragón, las almas de Adán, del profeta Isaías, de Simeón y de otros justos mencionados en el Antiguo Testamento. Y conviene señalar que este relato legendario fue consignado por primera vez en el Evangelio apócrifo de Nicodemo y posteriormente en la Leyenda Dorada de Santiago de la Vorágine.[16]
- 17. Asunción de María. Un grupo de ángeles aparece en este relieve llevando a la Virgen María al cielo, pero de los seis que aparecían en él, el situado en la parte inferior del lado izquierdo ha desaparecido en la actualidad.[19]

Actualmente la disposición que tienen las diecisiete escenas mencionadas anteriormente en el retablo es la siguiente:
| 8  | 10 | 12 | 13 | 14 |
| 15 | 5  | 17 | 16 | 7  |
| 4  | 9  | 3  | 11 | 6  |
|    | 1  |    | 2  |    |

### Remate

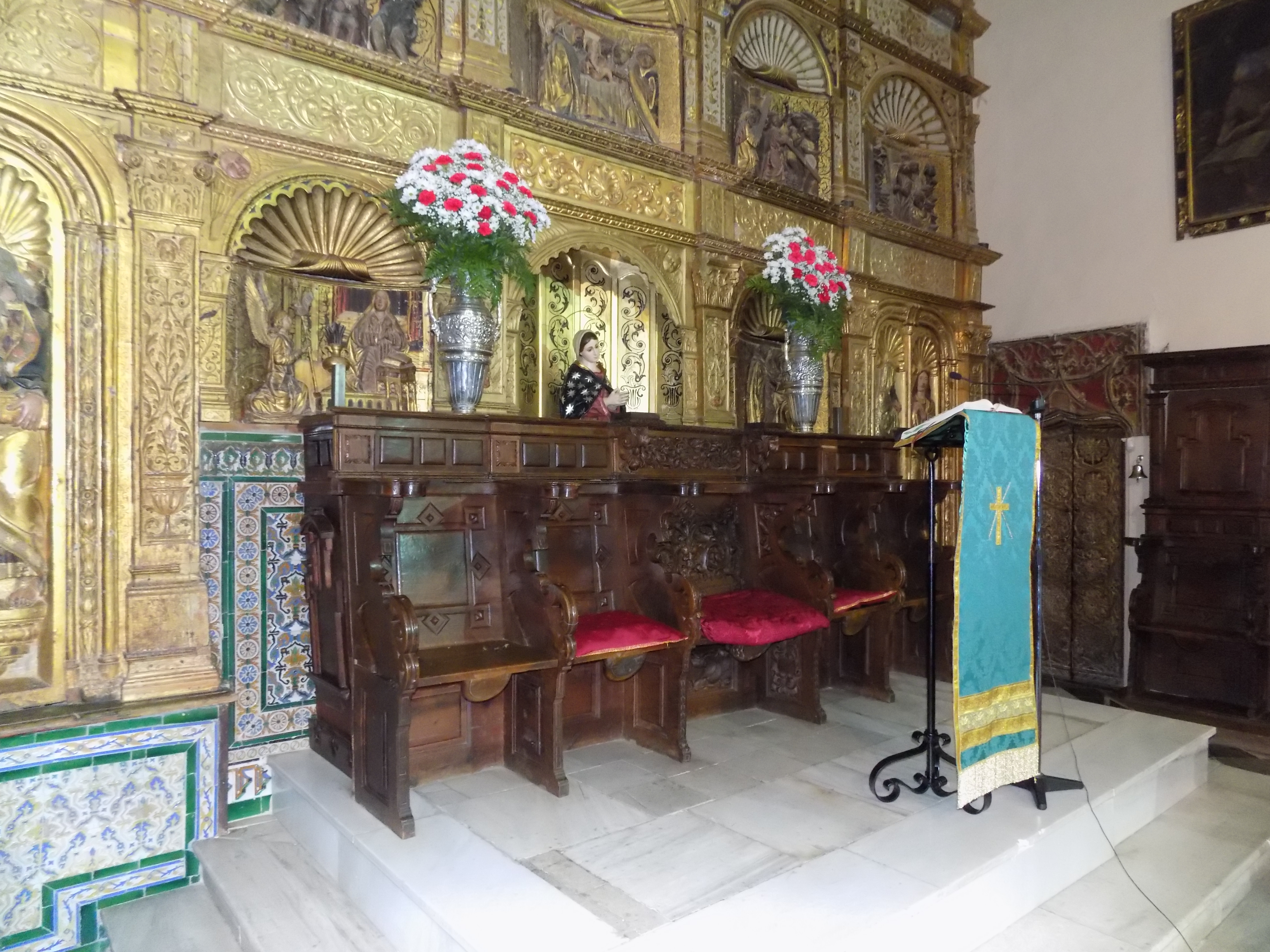
Parte inferior del retablo mayor y presbiterio de la iglesia de Nuestra Señora del Castillo.

La parte central del remate está mutilada en la actualidad, y a principios del siglo XX, según pudieron apreciar algunos autores en una fotografía de la época, el retablo estuvo rematado por dos ángeles en posición sedente que sostenían una cruz y por unos paneles semicirculares que imitaban las veneras de las hornacinas del mismo y que constituían, en palabras de Rivera Mateos, una «torpe decoración decimonónica».
En la década de 1950, y siendo párroco de esta iglesia Miguel Castillejo Gorráiz, el retablo fue limpiado y restaurado, ya que a principios del siglo XX había sufrido un pequeño incendio que solo afectó a las puertas de la parte derecha del altar, que en la actualidad están inutilizadas, aunque Manuel Gahete Jurado afirmó que tal vez en su momento fueran «accesibles» y que tal vez el entonces párroco, Francisco del Pino García, al reemplazarlas de inmediato por unas nuevas, solo imitara el estilo y la forma de las desaparecidas. Y, por otra parte, hay constancia de que el padre Pino ordenó colocar en la parte superior del retablo, aunque con ello cegó un ventanal adornado con una vidriera de colores y dos arcos de la bóveda, un remate constituido por dos imágenes femeninas que representaban la Fe y la Justicia rodeadas por algunos ángeles, aunque Gahete Jurado ya advirtió que:

La enorme pieza se situó sobre el retablo. En ella podían distinguirse figuras femeninas que representaban la Fe y la Justicia flanqueadas por ángeles. El fondo pretendía imitar de manera burda los relieves del retablo y todo el conjunto se hallaba patinado de un abigarrado y chillón pastiche donde resaltaban los rojos y los azules fuertes.

Pero Miguel Castillejo ordenó quitar todo ese remate en la década de 1950, al considerarlo obra «de escaso gusto», y en su lugar colocó la imagen de Nuestra Señora del Castillo, que es la titular del templo, y las piezas que componían el remate suprimido acabaron en la atarazana de la iglesia, desconociéndose actualmente su paradero. Y en el remate del retablo se hallan en la actualidad dos ángeles en los extremos y en el centro la imagen de Nuestra Señora del Castillo.

### Imagen de Nuestra Señora del Castillo

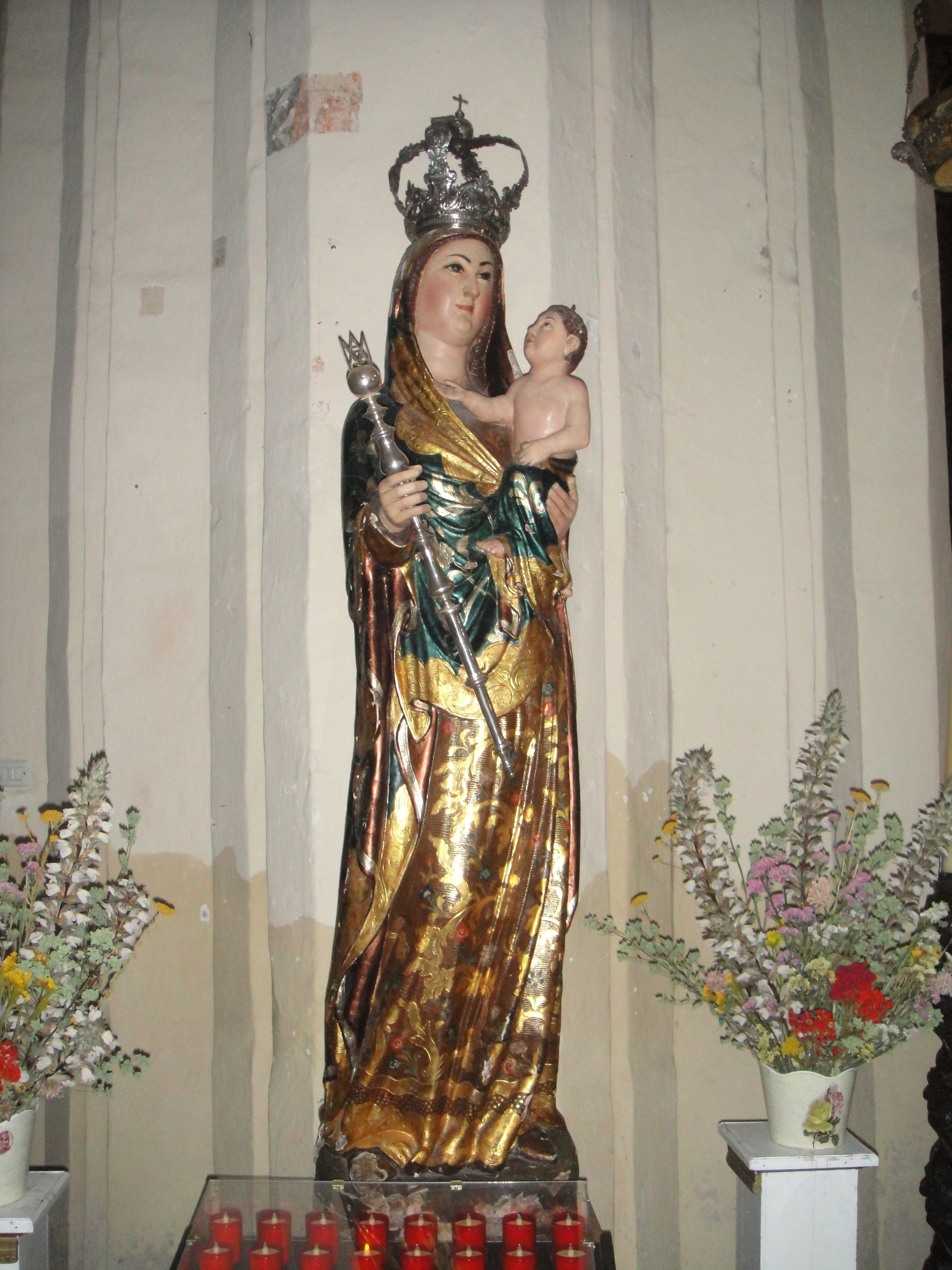
Imagen de Nuestra Señora del Castillo.

La imagen de Nuestra Señora del Castillo, que da nombre al templo, es una talla de madera policromada de principios del siglo XIV de tamaño ligeramente inferior al natural que destaca por su «gran naturalismo», como ya advirtieron Nieto Cumplido y Rivera Mateos, ya que se aleja de la rigidez y del hieratismo medievales y tiende hacia una naturalidad destacada en la relación de la Virgen con el Niño Jesús. Sin embargo, el escultor Rafael Díaz Peno afirmó en la década de 1950 que la imagen podría ser fechada a finales del siglo XIII o principios del XIV.
La Virgen aparece en pie y sosteniendo con su brazo izquierdo al Niño Jesús, cuyo rostro aparece casi a la altura del de su madre, mientras que en la derecha porta un cetro y no la fruta tradicional con la que algunos autores, como Rafael Ramírez de Arellano, la contemplaron a principios del siglo XX. Sin embargo, también son destacables el «afán expresionista» y la «sonrisa arcaizante» empleadas en la obra, que permiten situarla como «ya avanzada» dentro de la Edad Media, aunque los autores del Catálogo artístico y monumental de la provincia de Córdoba afirmaron que las últimas restauraciones sufridas por la imagen mermaron precisamente su «sonrisa arcaizante» y su expresionismo.
La imagen fue hallada en una hornacina de la antigua muralla que rodeaba Fuente Obejuna y muy cerca de la actual iglesia de Nuestra Señora del Castillo, por lo que algunos autores, como el regidor Francisco Caballero Villamediana, creyeron que había existido un oratorio o capilla en la casa o fortaleza de Fernán Gómez de Guzmán, comendador mayor de la Orden de Calatrava y asesinado en 1476 en el transcurso de un motín popular, aunque dicho autor también señaló. al igual que otros muchos, que esa casa o fortaleza se alzaba en el lugar donde actualmente se halla esta iglesia. Y Rafael Díaz Peno coincidió en la década de 1950 con el párroco Miguel Castillejo y afirmó que la imagen bien podría haber estado en el hipotético castillo del comendador Fernán Gómez de Guzmán.
El 16 de abril de 1611, y mientras se encontraba en Aranjuez, el rey Felipe III de España ordenó al obispo de Córdoba, fray Diego Mardones, que hiciera un inventario de las «imágenes de devoción» de su obispado. Y el sacerdote Alonso del Pozo, tras haber sido requerido por el obispo de Córdoba, describió esta imagen del siguiente modo en el documento que envió a dicho prelado el 16 de junio de ese mismo año:

En la yga. mayor desta villa ay una ymagen de Ntra. Sa. hecha de bulto y de la statura de una muger, sin ornato de algún vestido cuya advocación es Ntra. Sa. del Castillo y por ella así se llama esta yga. es una ymagen de mucha devoción y de tanta antigüedad que no se tiene noticia de su origen y principio, más por tradición antigua y común en esta villa se tiene questa ymagen fue hallada en el castillo desta villa 'ques donde agora está la dicha yga. mayor, en el oratorio o capilla del comendador que bivia en el dicho castillo que murió ara ciento y quarenta años que fue el primero y último que ovo enesla villa (...).

De esta descripción los autores del Catálogo artístico antes mencionado han inferido que esta imagen, que según la mayoría de los autores data de la primera mitad del siglo XIV, no pudo ser realizada después de la segunda mitad del siglo XV. La imagen perdió su policromía original por haber sido pésimamente restaurada en el siglo XVIII, y algunos autores han afirmado que esa restauración fue muy perjudicial para ella, ya que quedó mal estofada, y que en 1956 fue restaurada nuevamente y con mayor fortuna, aunque conviene señalar que precisamente en ese año, y siendo párroco Miguel Castillejo:

Por casualidad se halló esta figura en la atarazana de la iglesia. La imagen estaba rota, presentaba fracturas por varios lugares y prácticamente el trazado del rostro había desaparecido. El Niño estaba igualmente deteriorado, le faltaba un brazo como a la Virgen y ambas figuras aparecían pintarrajeadas por burdos coloretes. Díaz Peno logró darle ese tono medieval y sacralizado que hoy mantiene, tras haber superado las mediocres restauraciones y los desmanes de la guerra. En el tesoro de la parroquia se encontraban dos coronas y un cetro de plata que, según la tradición, pertenecían a la Virgen del Castillo y al Niño que portaba en sus brazos.

Las coronas y el cetro de plata del tesoro parroquial fueron colocadas nuevamente en la imagen de la Virgen por deseo del párroco Miguel Castillejo, y tras haber sido restaurada en los talleres que Rafael Díaz Peno poseía en Córdoba, la escultura fue llevada nuevamente a Fuente Obejuna en un furgón de alta seguridad, donde la aguardaban los vecinos de la localidad, que habían alzado sobre una carreta de bueyes una «capilla» improvisada engalanada con flores para llevarla en procesión hasta la iglesia de Nuestra Señora del Castillo.
Pero entonces se planteó el problema de dónde debía colocarse la imagen, ya que había constancia de que en décadas anteriores debió estar colocada ante la capilla mayor y en un «estrado móvil», según Gahete Jurado. Pero en el Código de Derecho Canónico estaba prescrito que la imagen del titular o la titular de un templo debía estar presente a ser posible en el altar mayor, por lo que la escultura fue colocada entre dos ángeles de estilo barroco del siglo XVII en el remate del retablo mayor del templo.